# Эвзоны
Эвзоны (греч. εύζωνες, εύζωνοι «хорошо подпоясанные» от ευ- + ζώνη «пояс») — элитное подразделение пехоты греческой армии, которое возникло как лёгкая пехота в годы Греческой войны за независимость в начале XIX века. Эвзонов формировали в основном из горцев. С 1833 года они вошли в состав регулярной армии, с 1940 года они служили в частях лёгкой пехоты и в королевской гвардии.
Эвзоны в настоящее время являются Президентской гвардией, которая несёт почётный караул у Могилы неизвестного солдата и охраняет Президентский дворец в Афинах. Кандидаты проходят очень строгий отбор, не последнюю роль при этом играет внешность: обязательным требованием является привлекательность и высокий рост — не ниже 187 сантиметров. Обучение новобранцев длится всего 5 недель.

## История
Эвзонами изначально называли формирования лёгкой пехоты из жителей Эпира, которые участвовали в войне за независимость Греции.
В 1833 году подразделения эвзонов вошли в состав частей линейной пехоты и королевской гвардии. В 1868 году было создано четыре батальона эвзонов для охраны границ. Их набирали из добровольцев, которые, как правило, были родом из горных районов. 
Эвзоны участвовали в Балканских войнах, в Первой мировой войне, в Малоазийской военной кампании, во Второй мировой войне.
Во время Малоазийской кампании прославился полк эвзонов 5/42. Во время Второй мировой войны он опять отличился, его вновь стали называть «Аске́ри ту дья́волу» — «Армией дьявола».
Также во время Второй мировой войны из эвзонов, покинувших оккупированную Грецию, было сформировано подразделение специального назначения «Священный отряд» 
В 1914 году был создан специальный отряд эвзонов Дворцовой стражи. В дальнейшем её название изменялось: Знаменный отряд, Почётный караул могилы Неизвестного солдата, Королевская гвардия и, наконец, Президентская гвардия (с 1974 года, после отмены монархии). В ее состав в настоящее время входит одна рота эвзонов численностью около 180 человек. В неё может быть зачислен только уроженец континентальной Греции, отслуживший не менее 8 месяцев в морской пехоте или десантных подразделениях. При несении службы рядовые эвзоны вооружены американскими самозарядными винтовками M1 Garand, а офицеры — саблями кавалерийского образца, копиями тех, которыми сражались эвзоны за независимость Греции в XIX веке.

## Форма эвзонов
Первый стандарт формы эвзонов, принятый в 1833 году, был заимствованием баварского стиля с кивером и мундиром-фраком. В 1837 году была разработана новая унифицированная форма для всех подразделений на основе фустанеллы, традиционной для клефтов и арматолов. В 1867 году она была утверждена как официальная.

### Основные элементы
- фареон — ярко-красная шапочка с длинной кистью.
- фустанелла — шерстяная плиссированная юбка с 400 складочками.
- хлопчатобумажная белая рубашка.
- белые шерстяные чулки.
- кальцодеты — чёрные подвязки для гетр с кистями.
- царухи — кожаные ботинки с большими чёрными помпонами. Каждый царух весит около 3 кг и подбит 60 стальными гвоздями[4], чтобы эвзон мог эффектно шагать по мостовой. На первый взгляд смешные помпоны когда-то имели важное практическое значение для воинов: в них они прятали точёные ножи.
- жилет — точная копия жилета героя национально-освободительной борьбы Греции — Теодороса Колокотрониса[1].
- оружие эвзона — американская самозарядная винтовка времён Второй мировой войны M1 Гаранд.

Рядовые и офицеры различаются по деталям формы. У рядовых эвзонов короче юбка, а кисть на фареоне, наоборот, длиннее. Офицеры носят голубые, а не чёрные подвязки, на их фареоне кроме герба Греции изображены также звёзды. Вместо винтовки офицеры носят сабли, копии тех, которыми воевали ещё в начале XIX века.
По нормативу рядовым, чтобы одеться, дают 45 минут, офицерам — лишь 25.

### Цвета
Каждый из цветов, который используется в форме эвзонов, является определённым символом:
- красный — кровь предков, пролитая за свободу греческого народа,
- чёрный — скорбь о погибших воинах,
- белый — символ чистоты намерений,
- золотой — символизирует доблестные победы,
- голубой — лазурь греческого неба и моря.